# Подлесное (Тверская область)
Подлесное — деревня в Весьегонском муниципальном округе Тверской области.

## География
Деревня находится в северо-восточной части Тверской области на расстоянии приблизительно 11 км на юго-запад по прямой от районного центра города Весьегонск.

## История
Известна с 1646—1647 годов как вотчинная деревня Троице-Сергиева монастыря.
Дворов было 23 (1859 год), 34 (1889), 43 (1931), 50 (1963), 24 (1993), 16 (2008),. До 2019 года входила в состав Ивановского сельского поселения до упразднения последнего.

## Население
Численность населения: 151 человек (1859 год), 178 (1889), 197 (1931), 136 (1963), 44 (1993), 42 (русские 93 %) в 2002 году, 17 в 2010.